# Charles Francis Brush
Charles Francis Brush (17 de marzo de 1849 - 15 de junio de 1929) fue un inventor, emprendedor y filántropo estadounidense.
Nacido en Euclid -Ohio, Brush fue educado en una granja a 17 km de Cleveland. De joven mostró un gran interés en la ciencia, particularmente en los fenómenos eléctricos: construyó algunos aparatos simples y realizó algunos experimentos en la granja paterna. Estudió en el Central High School de Cleveland y tras ello, en la Universidad de Míchigan, donde se licenció en ingeniería de minas (no existía la especialidad eléctrica todavía). En Míchigan, Brush fue miembro de la fraternidad Delta Kappa Epsilon. Inventó la lámpara de arco, superior a la existente vela Yablochkov. 
Tras trabajar en varias sociedades y en diversos campos (incluyendo la minería del hierro y la química) Brush construyó su dinamo o generador eléctrico, para alimentar su lámpara.
En 1879 fundó la Anglo-American Brush Electric Light Corporation con sede en Lambeth, Londres. Esta compañía se terminó trasladando a Loughborough y convirtiendo en la Brush Electrical Machines Ltd.
En 1880, estableció la Brush Electric Company, que se fusionaría con otras en el origen de General Electric en 1891. En 1882, la Brush Electric Company proveyó de generadores a la central hidroeléctrica de St. Anthony Falls en Minneapolis, primera de ese tipo en los Estados Unidos.
Entre 1887-88, construyó la que sería la primera turbina eólica para la generación eléctrica operada de forma automática. Tenía un rotor de 17 m de diámetro y constaba de 144 palas de madera. La  potencia generada de 12 kW debido a la baja velocidad de rotación de las palas. Se mantuvo en funcionamiento durante 20 años.
Entre 1910 y 1929 escribió diversas investigaciones en su versión de la teoría de la gravitación de Le Sage, basada en olas electromagnéticas. Murió el 15 de junio de 1929.

## Legado y honores

### Eponimia
La Charles F. Brush High School de Lyndhurst, Ohio fue nombrada en su honor. Sus equipos deportivos y otras asociaciones son conocidos como los "arcos" en recuerdo de la lámpara de Brush.

### Premios
- Ganó el Premio Rumford de la Academia Estadounidense de las Artes y las Ciencias en 1899.
- Ganó la Medalla Edison en 1913.
- Ganó la Medalla Franklin, en la categoría de ingeniería, en 1928.